# Patrick Joseph Morley
Pour les articles homonymes, voir Morley.
Patrick Joseph Morley (1er mars 1931 - 30 septembre 2012) est une personnalité politique irlandaise, membre du Fianna Fáil.
Morley est originaire de Claremorris, dans le comté de Mayo. Il est élu pour la première fois au Dáil Éireann en tant que Teachta Dála (député) du Fianna Fáil pour la circonscription de Mayo East lors de sa deuxième tentative aux élections générales de 1977 et est réélu jusqu'à ce qu'il perde son siège aux élections générales de 1997. Aux élections générales de 1997, la circonscription de Mayo East est fusionnée avec celle de Mayo West et la circonscription combinée de Mayo a été réduite à 5 sièges. Il est président du conseil du comté de Mayo de 1989 à 1991. Il est décédé en septembre 2012,,.